# Mecodina africana
Mecodina africana är en fjärilsart som beskrevs av Holland 1894. Mecodina africana ingår i släktet Mecodina och familjen nattflyn. Inga underarter finns listade i Catalogue of Life.